# Billboard Icon Award
O Billboard Icon Award foi criado em 2011 para reconhecer as contribuições de artistas musicais. O destinatário do prêmio também se apresenta durante a cerimônia.

## Vencedores
| Ano  | Personalidade | Personalidade          | País de origem | Gênero musical            | Performance | Ref.   |
| ---- | ------------- | ---------------------- | -------------- | ------------------------- | --- | ------ |
| 2011 |               | Neil Diamond (1941-)   | Estados Unidos | Rock                      | "Sweet Caroline" America" | [ 1 ]  |
| 2012 |               | Stevie Wonder (1950-)  | Estados Unidos | R&B soul funk             | "Higher Ground" "Overjoyed" Empire State of Mind" "Join Our Love" "Superstition"                                                                         | [ 2 ]  |
| 2013 |               | Prince (1958-2016)     | Estados Unidos | R&B pop rock funk         | "Let's Go Crazy" "Fixurlifeup" | [ 3 ]  |
| 2014 |               | Jennifer Lopez (1969-) | Estados Unidos | R&B pop reggaeton hip hop | "First Love" | [ 4 ]  |
| 2015 | —             | —                      | —              | —                         | |        |
| 2016 |               | Céline Dion (1968-)    | Canadá         | Pop                       | "The Show Must Go On" | [ 5 ]  |
| 2017 |               | Cher (1946-)           | Estados Unidos | Pop dance rock            | "Believe" If I Could Turn Back Time" | [ 6 ]  |
| 2018 |               | Janet Jackson (1966-)  | Estados Unidos | R&B pop                   | "Nasty" If" Throb" | [ 7 ]  |
| 2019 |               | Mariah Carey (1969-)   | Estados Unidos | R&B pop hip hop           | "A No No" Always Be My Baby" Emotions" We Belong Together" Hero"                                                                                         | [ 8 ]  |
| 2020 |               | Garth Brooks (1962-)   | Estados Unidos | Country                   | "The Thunder Rolls" "Callin' Baton Rouge" "The River" "Standing Outside the Fire" "That Summer" "Dive Bar" "Friends in Low Places" "The Dance"           | [ 9 ]  |
| 2021 |               | P!nk (1979-)           | Estados Unidos | Pop pop rock R&B          | "Cover Me in Sunshine" "All I Know So Far" "Get The Party Started" "So What" Blow Me (One Last Kiss)" Who Knew" Just Like a Pill" Just Give Me a Reason" | [ 10 ] |
| 2022 |               | Mary J Blige (1971-)   | Estados Unidos | R&B                       | | [ 11 ] |